# KV Mechelen
KV Mechelen je belgický fotbalový klub z města Mechelen, jeho celý oficiální název zní Yellow Red Koninklijke Voetbalclub Mechelen, je znám také pod francouzskou verzí svého názvu FC Malinois. Jeho městským rivalem je klub KRC Mechelen.
Čtyřikrát vyhrál belgickou ligu (1943, 1946, 1948, 1989) a dvakrát belgický pohár (1987, 2019). Svého největšího mezinárodního úspěch dosáhl v sezóně 1987/88, kdy vyhrál druhou nejprestižnější klubovou soutěž Evropy, Pohár vítězů pohárů (vyřadil Dinamo Bukurešť, St. Mirren, Dinamo Minsk, Atalantu Bergamo, ve finále porazil Ajax Amsterdam). Mimořádnou výkonnost v 2. polovině 80. let potvrdil následným získáním Superpoháru i v dalších ročnících – v sezóně 1988/89 se probojoval do semifinále PVP a 1989/90 do čtvrtfinále Poháru mistrů evropských zemí. Na velkou éru však v dalších dekádách nenavázal, naposledy hrál evropské poháry v sezóně 1993/94.